# Le Tilleul-Lambert
Le Tilleul-Lambert è un comune francese di 204 abitanti situato nel dipartimento dell'Eure nella regione della Normandia.

## Società

### Evoluzione demografica
Abitanti censiti